# Regatul Bosniei
Regatul Bosniei (în bosniacă Kraljevina Bosna / Краљевина Босна) a fost un regat medieval slavic de sud, provenit din Banatul Bosniei (1154-1377). Bosnia s-a bucurat de  independență de facto în secolele 13 și 14 în ciuda faptului că fusese parte a Teritoriilor Coroanei Maghiare. Teritoriul dificil, accidentat pe care îl avea cât și izolarea a permis bosniacilor să persiste între cei doi vecini puternici pe care îi avea, Regatul Ungariei și Serbia, reușind să evite să fie cucerită de ambele. Câțiva conducători experimentați au reușit să facă din Bosnia o putere regională în secolul al 14-lea. După 1290, Bosnia s-a bucurat de independența de facto față de Ungaria și a cucerit părți semnificative de teritoriu, în Dalmația în defavoarea Serbiei. Regele Tvrtko I (r. 1353-91) a cucerit porțiuni din Serbia de vest și o bună parte din coasta mării Adriatice, la sud de râul Neretva (în ultimii ani a domniei sale), Bosnia devenind în scurt timp cel mai puternic stat din peninsula Balcani. Cu toate acestea, fragmentarea feudală rămânea puternică în Bosnia, iar după moartea sa, țara și-a pierdut relevanța. Imperiul Otoman a anexat porțiuni din estul Bosniei în anii 1440 și 1450 și a avansat mai departe, cu scopul de a cuceri Herțegovina până la ultima cetate a acesteia, care a căzut în 1481.